# Instrumenty klawiszowe
Instrumenty klawiszowe – instrumenty muzyczne wyposażone w jedną lub więcej klawiatur – urządzeń sterujących przekazujących ruch palca lub stopy do przyrządu wzbudzającego dźwięk (incytator). Instrumenty wyposażone w klawiaturę znajdują się we wszystkich, oprócz membranofonów, grupach instrumentów:
- idiofony, m.in. carillon[2], czelesta[3], seraphine(inne języki)[4],
- chordofony, m.in. aero-clavichord[5], anemochord (animochord)[6], klawiciterium[7], eolipantalion (aeolipantalion)[8], fortepian[9], klawikord[10], lira korbowa[11], szpinet, wirginał[12],
- aerofony, m.in. akordeon[13], apollonikon(inne języki) (apollonicon)[14], bajan[15], bandoneon[16], concertina[17], eolimelodicon (aeolimelodicon)[8], fisharmonia[18], harmonia ręczna[19], organy[20], regał[21],
- elektrofony, m.in. fairlight CMI[22], fortepian fendera[23], organy Hammonda[24], fale Martenota[25], melochord(inne języki)[26], minimoog[27], novachord[28], polymoog[29], sampler[30], synclavier(inne języki)[31], syntezator[32], synthi(inne języki)[33].

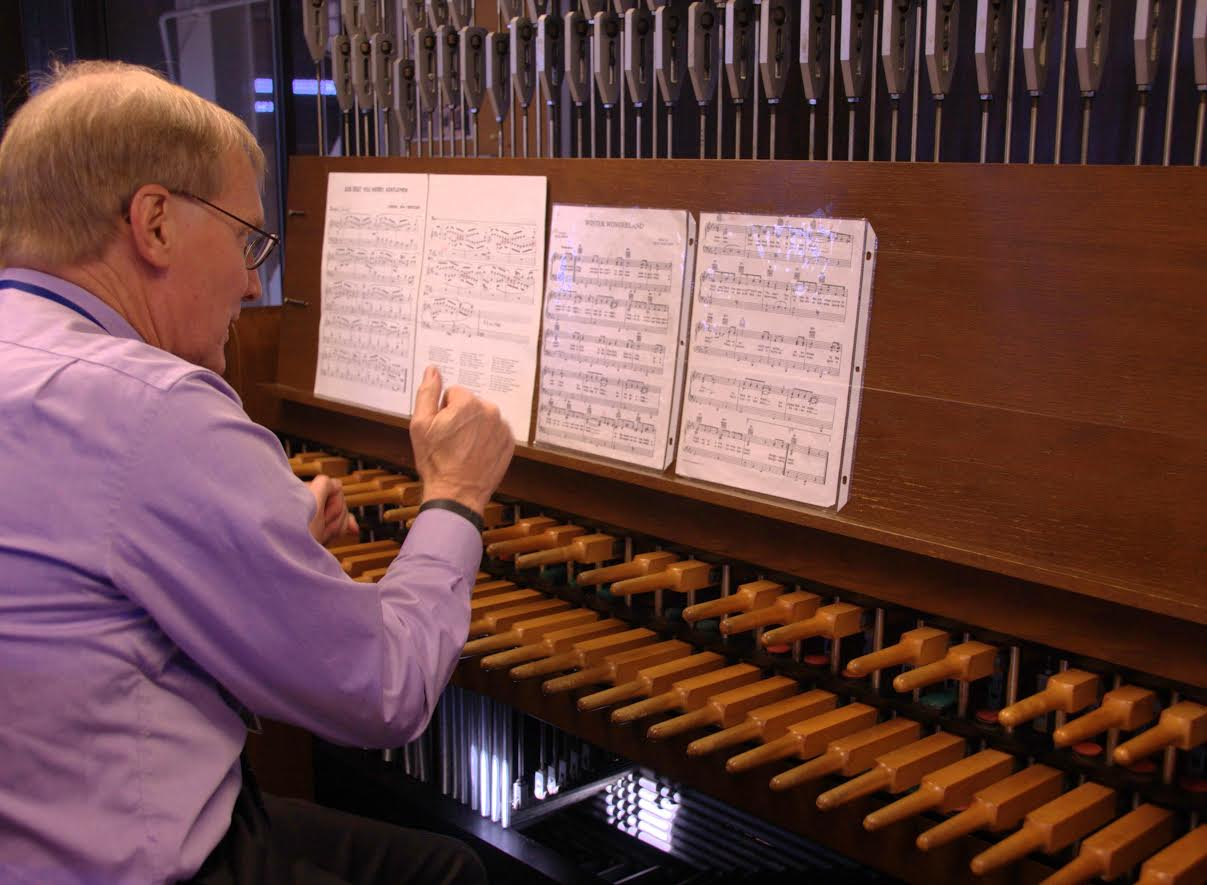
Carillon – idiofon z klawiaturami dźwigniowymi
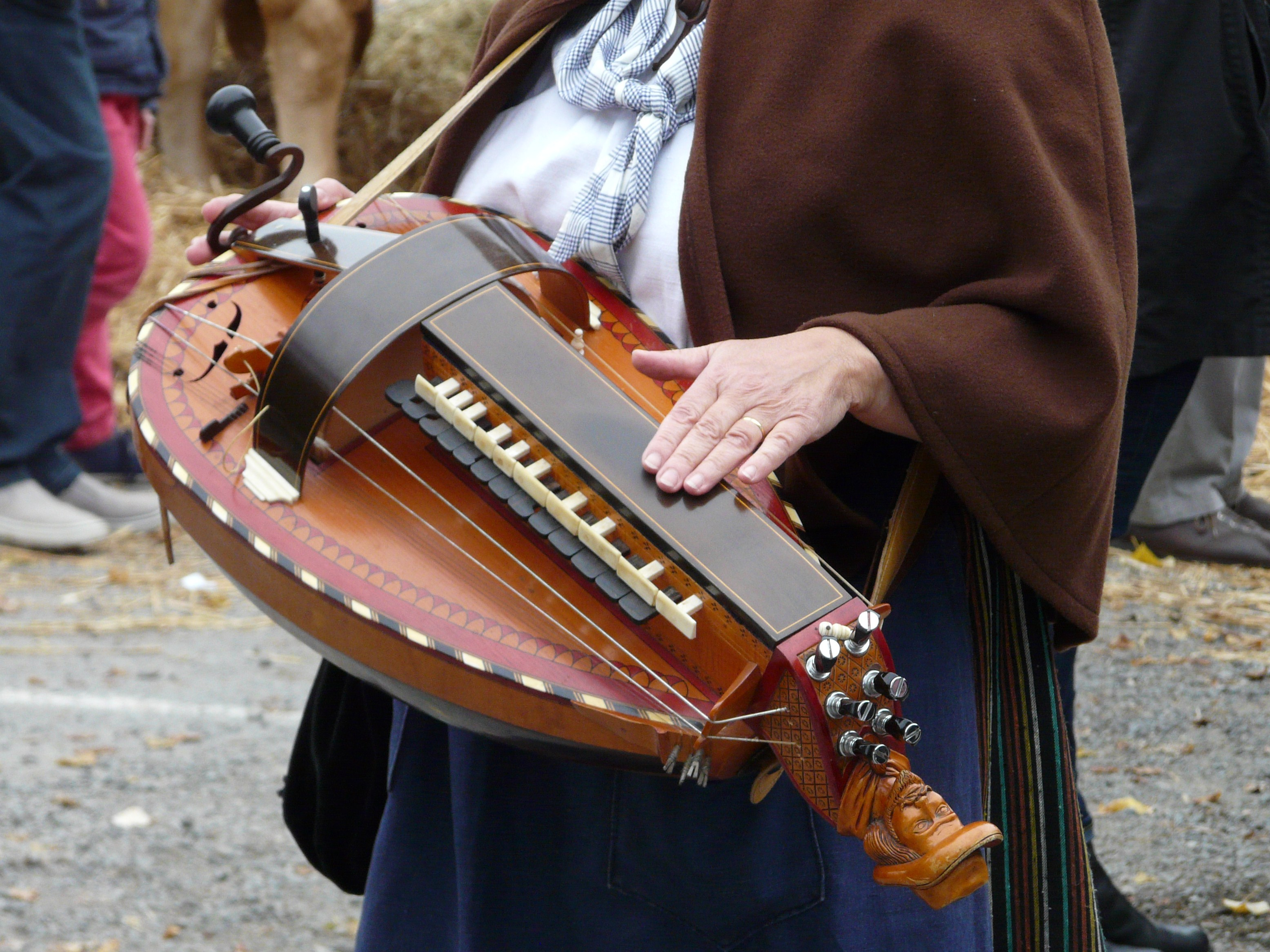
Lira korbowa – chordofon z klawiaturami klawiszowymi
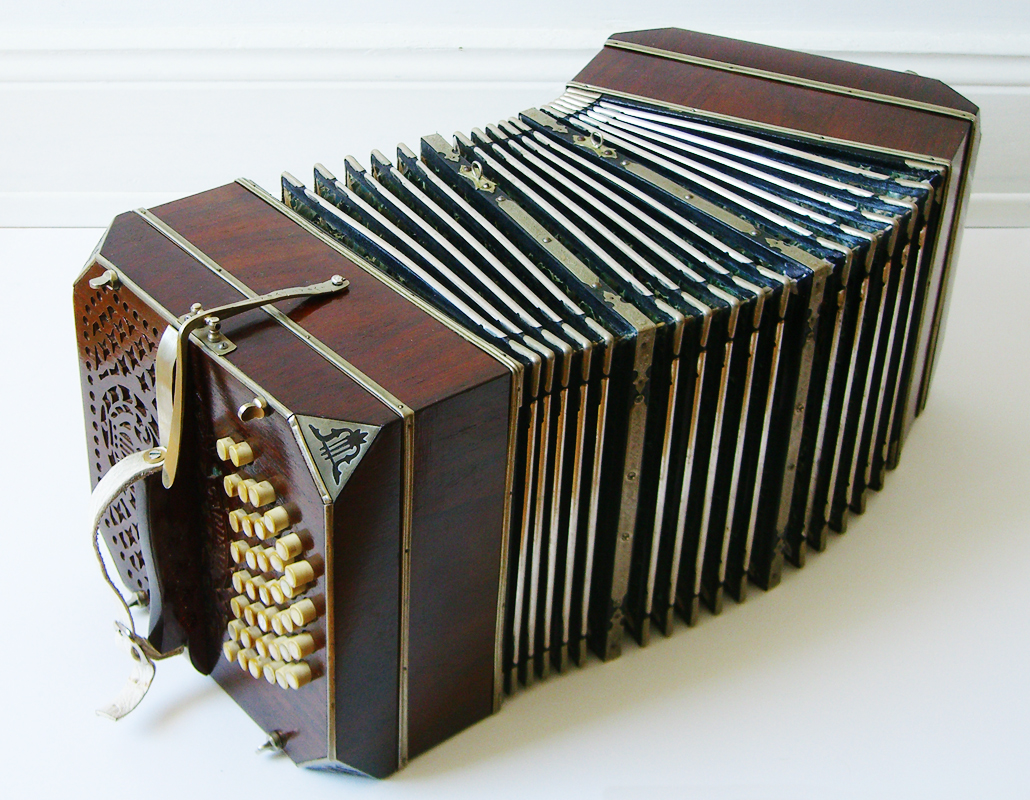
Bandoneon – aerofon z klawiaturami guzikowymi
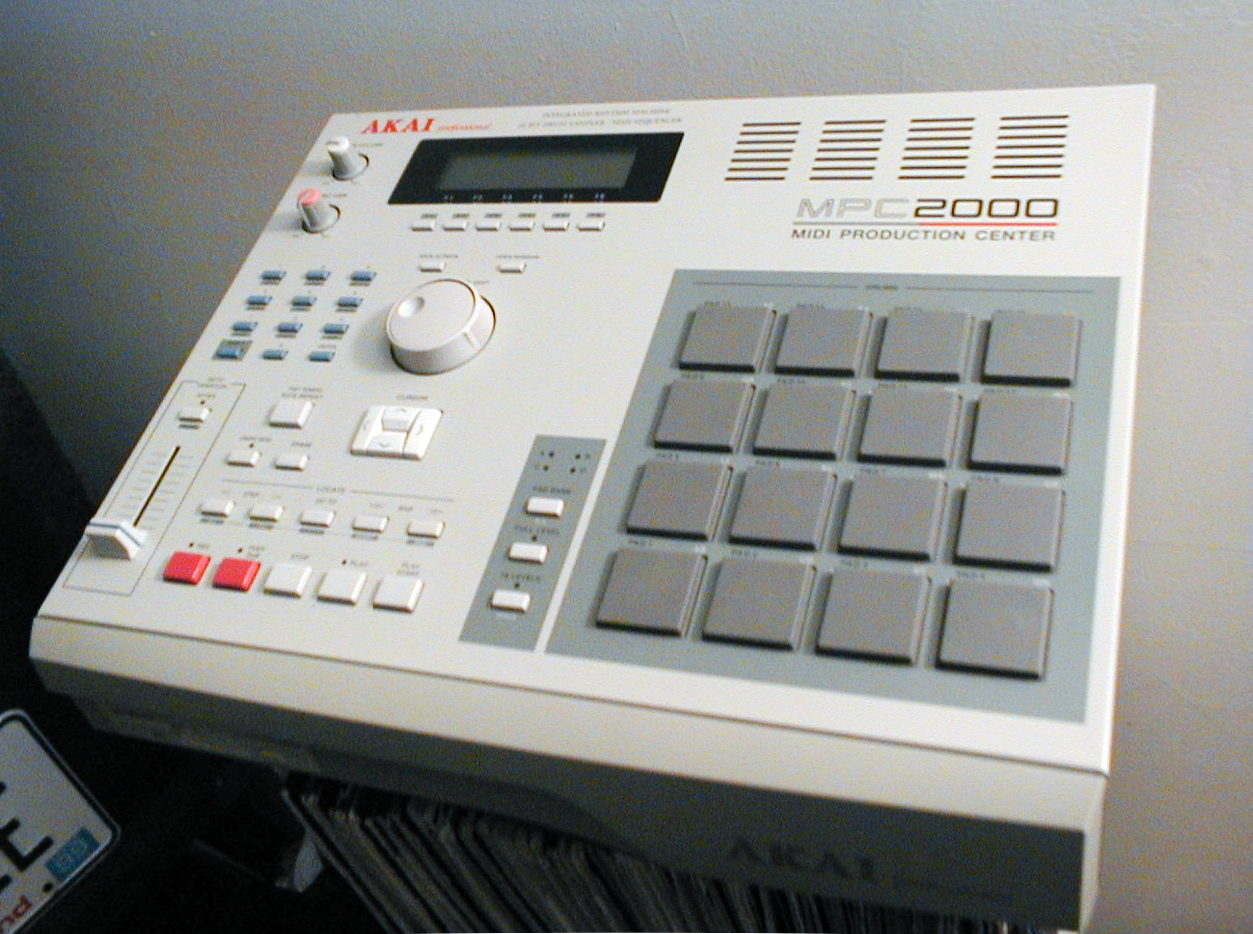
Sampler – elektrofon z klawiaturą przyciskową